# Autoroute A-31 (Espagne)
Pour les articles homonymes, voir A31.
L'autoroute espagnole A-31 appelée aussi Autovía de Murcia est une autoroute qui relie Atalaya del Cañavate (Castille-La Manche) à Alicante dans la Communauté valencienne.
L'A-31 est appelée Autoroute d'Alicante car elle permet de connecter Madrid à la province d'Alicante. Elle se déconnecte de l'autoroute de l'est qui vient de Madrid (A-3) pour rejoindre Alicante après 240 km environ et desservir son port.

## Projet
Le gouvernement espagnol a lancé un ambitieux projet pour les infrastructures du pays qui s'intitule réforme des autoroutes de première génération (Reforma de la autovias de primera generacion). Ce projet consiste à reformer les voies rapides dites de première génération (construite dans les années 1980) sur certains tronçons avec la pose de nouveaux revêtements, amélioration des accès à l'autovia (voie d'accélération et de décélérations plus longue), amélioration des courbes sur certains tronçons (tunnel et pont). Le gouvernement prévoit de réformer l'A-31 sur 200 km entre La Roda et Alicante.

## Tracé
- L'A-31 débute à Atalaya del Cañavate au nœud autoroutiers entre l'A-3 (Madrid - Valence) et l'A-43 (Valence - Mérida).
- 30 km plus loin, à l'est de La Roda, l'AP-36 (alternative payante de Madrid au Levant espagnol) vient se connecter à l'A-31
- L'A-31 arrive à Albacete par le nord et où elle se détache à l'ouest l'A-32 à destination de Cordoue et l'Andalousie occidentale et à l'est l'A-31 à destination de la région de Murcie et de la Costa Tropical.
- Elle poursuit son chemin vers le sud-est jusqu'à Almansa où va se détacher l'A-35 (Valence - Albacete) et à hauteur de La Encina, la future A-33 (Valence - Murcie).
- L'autoroute poursuit son chemin vers Alicante où se déconnecte la voie rapide de la Communauté valencienne CV-80 en direction d'Alcoy à hauteur de Sax qui relie l'A-7 et l'A-31 entre Sax et Castalla.
- Elle contourne Elda par l'est d'où va se détacher le futur doublement de la CV-83 jusqu'à la MU-414 (Yecla - Santomera)
- L'autoroute arrive dans l'agglomération d'Alicante où elle croise au nord l'AP-7 (section récemment ouverte qui contourne l'agglomération par le nord) pour desservir la ville par l'ouest au croisement avec l'A-7 et l'A-70 (Rocade d'Alicante) pour se terminer au Port d'Alicante.

## Sorties
De Albacete à Alicante
| Sorties | Villes                                                                                 |          |
| 177 (sortie de l'A-3)/1 Échangeur autoroutier entre A-3 (Madrid ou Valence), A-31 et A-43 (Ciudad Real)                                                     |                                                                                        |          |
| 13 : Sisante, San Clemente ( N-310 ), Aire de service Sisante (dans les deux sens)                                                                          |                                                                                        |          |
| 19 : Pozoamargo - Casas de la Loma, Aire de service los Almendros de Pozoamargo (dans les deux sens)                                                        |                                                                                        |          |
| Aire de repos Pozoamargo (dans les deux sens) |                                                                                        |          |
| 31 Échangeur autoroutier entre AP-36 et A-31 (de et vers Alicante) : Las Pedroñeros, Ocaña, Madrid (AP-36)                                                  |                                                                                        |          |
| 34/36 : La Roda-ouest (de et vers l'A-3), Minaya ( N-301 ), Aire de service La Roda (dans les deux sens) + Aire de service La Roda-nord (sens Alicante-A-3) |                                                                                        |          |
| 37 : La Roda - Villalgordo del Jucar ( CM-3114 ) - Sisante ( AB-101 )                                                                                       |                                                                                        |          |
| 39 (depuis les deux sens et vers l'A-3) : La Roda - Tarazona de la Mancha ( CM-3106 )                                                                       |                                                                                        |          |
| 40/41 (depuis les deux sens et vers Alicante) : La Roda-est - Barrax ( CM-3135 ) - Munera ( CM-3106 ), Aire de service La Roda-est (sens A-3-Alicante)      |                                                                                        |          |
| Aire de service Montalvos (sens A-3-Alicante) |                                                                                        |          |
| 52 : Montalvos |                                                                                        |          |
| 55/56 : La Gineta - Cuenca, Tarazona de la Mancha ( CM-220 )                                                                                                |                                                                                        |          |
| 58 : La Gineta, Aire de repos La Gineta (dans les deux sens)                                                                                                |                                                                                        |          |
| 61 : Lotissement Los Olivos + Aire de service La Gineta (sens Alicante-A-3)                                                                                 |                                                                                        |          |
| 65 : Lotissement El Trigal + Aire de service El Trigal (dans les deux sens)                                                                                 |                                                                                        |          |
| 69 : Albacete-nord + Aire de service Albacete-nord (sens Alicante-A-3)                                                                                      |                                                                                        |          |
| 73 Échangeur autoroutier entre A-31 et A-32 : Albacete, Bailen, Requena, Casas Ibañez ( N-322 A-32 )                                                        |                                                                                        |          |
| 76 : Albacete - Ayora ( CM-332 ) |                                                                                        |          |
| 79/81 Échangeur autoroutier entre A-31 et A-30 : Albacete-sud ( N-301 ) - Murcie (A-30)                                                                     |                                                                                        |          |
| 81/82 |                                                                                        |          |
| Aire de service Chinchilla de Monte-Aragón (dans les deux sens)                                                                                             |                                                                                        |          |
| 88 : Chinchilla de Monte-Aragón-nord - La Filipa |                                                                                        |          |
| 89/91 : Chinchilla de Monte-Aragón, Aire de service Chinchilla de Monte-Aragón (ville-étape) (dans les deux sens)                                           |                                                                                        |          |
| 93 : Gare de Chinchilla de Monte-Aragón - Horna |                                                                                        |          |
| 99 |                                                                                        |          |
| 103 : Hoya Gonzalo, Aire de service Hoya-Gonzalo (dans les deux sens)                                                                                       |                                                                                        |          |
| 108/110 : Villar de Chinchilla, Aire de service Villar de Chinchilla (ville-étape) (dans les deux sens)                                                     |                                                                                        |          |
| 111/112 : Pétrola, Aire de service Villar de Chinchilla (sens Albacete-Alicante)                                                                            |                                                                                        |          |
| 123 (de et vers Albacete) : Bonete - Montealegre del Castillo                                                                                               |                                                                                        |          |
| 124/126 : Bonete - Higueruela - Corral Rubio - Montealegre del Castillo + Aire de service Bonete (dans les deux sens)                                       |                                                                                        |          |
| 136 : Alpera, Sanctuaire de Belén |                                                                                        |          |
| 140 : Aire de service Almansa Ruta del Levante (dans les deux sens)                                                                                         |                                                                                        |          |
| Aire de service Almansa (sens Alicante-Albacete) |                                                                                        |          |
| 146 : Montealegre del Castillo, Hellin |                                                                                        |          |
| 147 (depuis Albacete) : Almansa-ouest |                                                                                        |          |
| 148 : Almansa - Requena, Teruel, Saragosse ( N-330 ) |                                                                                        |          |
| 155 Échangeur autoroutier entre A-31 et A-35 : Almansa-est (de et vers Alicante) - Valence (A-35)                                                           |                                                                                        |          |
| 157 : Casas del Campillo |                                                                                        |          |
| 163 |                                                                                        |          |
| Passage de la Castille-La-Manche à la Communauté Valencienne                                                                                                |                                                                                        |          |
| 168 : La Encina, Aire de service Estacion de La Encina (dans les deux sens)                                                                                 |                                                                                        |          |
| 171 : Caudete, La Font de la Figuera, Yecla ( N-344 ) + Aires de service Caudete (sens Albacete-Alicante), La Encina (sens Alicante-Albacete)               |                                                                                        |          |
| 172 Échangeur autoroutier entre A-31 et A-33 (de et vers Alicante, en construction) : Valence                                                               |                                                                                        |          |
| 173 : Fontanars del Aforins ( CV-656 ) |                                                                                        |          |
| 175 : Los Almendros |                                                                                        |          |
| 179 : El Morrón, Aire de service El Morrón (sens Albacete-Alicante)                                                                                         |                                                                                        |          |
| 182 : Villena, Beneixama,Yecla, Ontinyent ( CV-81 ) |                                                                                        |          |
| Tunnel de Villena (320 et 720 m) |                                                                                        |          |
| 185 : Villena-sud - Biar |                                                                                        |          |
| 185/187 : Aire de service Voies de services (dans les deux sens)                                                                                            |                                                                                        |          |
| 191 : Santa Eulalia, Aire de service Santa Eulalia (dans les deux sens)                                                                                     |                                                                                        |          |
| 194/195 Échangeur autoroutier entre A-31 et CV-80 : Sax-nord - Castalla ( CV-80 ) - Alcoy (A-7)                                                             |                                                                                        |          |
| 196 : Sax-sud, Aire de service Sax (dans les deux sens) |                                                                                        |          |
| Aire de service Sax-sud (sens Albacete-Alicante) |                                                                                        |          |
| 197/198 |                                                                                        |          |
| 201 : Elda |                                                                                        |          |
| Aire de service El Guirnei (dans les deux sens) |                                                                                        |          |
| 202 : Petrer-nord, Zone commerciale Elda-Petrer |                                                                                        |          |
| 205 : Petrer-sud, Aire de service Petrer-sud (sens Albacete-Alicante)                                                                                       |                                                                                        |          |
| 206 (sens Albacete-Alicante) : Zone Industrielle les Salinetes                                                                                              |                                                                                        |          |
| 207 : Elda-sud, Monovar ( CV-83 ) |                                                                                        |          |
| 207/208 (complémentaire avec la 207) : Loma Bada |                                                                                        |          |
| 210 |                                                                                        |          |
| 46 | Novelda Nord                                                                           | N-325    |
| 47 | Novelda Est                                                                            | CV-820   |
| 48 | Monforte del Cid Nord                                                                  |          |
| 49 | Monforte del Cid Est                                                                   |          |
| 50 | Monforte del Cid Sud                                                                   |          |
| 51 | Orito                                                                                  | CV-831   |
| | Elche - Murcie - Almeria Torrevieja - Carthagène - Vera                                | A-7 AP-7 |
| | Benidorm - Denia - Gandia Alcoy - Valence A-7                                          | AP-7     |
| 52 | Urbanisation Orito                                                                     |          |
| 53 | El Rebolledo                                                                           |          |
| 54 | El Placita de la Vall-Longa                                                            |          |
| 55 | Zone Industrielle El Placita de la Vall-Longa                                          |          |
| 56 | Alicante-Carretera de Ocana                                                            | N-330a   |
| | Elche - Murcie - Almeria Alicante Nord - Université d'Alicante - Campello              | A-70     |
| 57 | Aéroport d'Alicante - Parc Industrielle d'Elche - Elche Torrelano - Puerta de Alicante | A-79     |
| 58 | Alicante Centre - Alicante-Calle de Mexico                                             |          |
| | Port d'Alicante Seulement pour les autorisées                                          |          |

### Référence
- Nomenclature